# 푸페이귄
푸페이귄 (푸피쥐안, 중국어: 腐皮卷, 월병: fu6 pei4 gyun2, 한어 병음: fǔpíjuǎn) 또는 더우피쥐안(중국어: 豆皮卷, 병음: dòupíjuǎn, 영어: tofu skin roll)은 딤섬 요리 중 하나다. 홍콩과 전세계 화교 식당에서 찾아볼 수 있는 요리로, 작은 접시에 두세개 정도 담아 서빙된다. 속재료는 다양하지만 겉껍질은 항상 두부껍질로 만든다.

## 종류
조리법은 매우 많다. 속재료가 돼지고기와 채소인 것부터 생선이나 쇠고기에 이르기까지 다양하다.

### 튀김

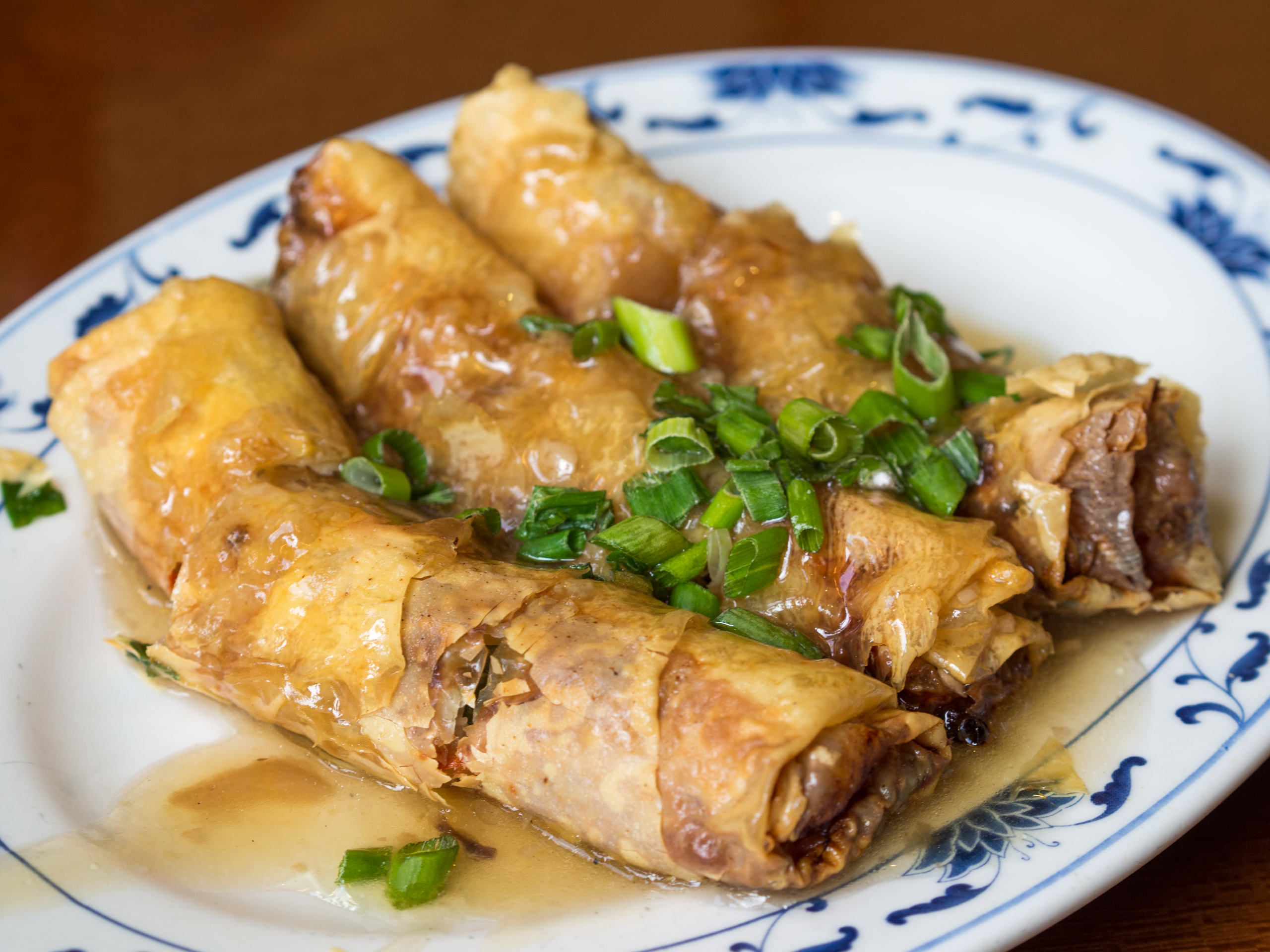
부피권 튀김

부피권을 튀겨 만든 것을 한자로는 부피'권' (腐皮捲, 광둥어 발음은 '푸페이귄')이라 쓴다. 마지막 글자인 '권'은 춘권의 '권'과 같은 글자이며, 첫글자 '부'는 두부의 '부'와 같다. 광둥요리 식당에 따라 밤시간에 바삭하게 튀긴 부피권을 서빙하는 곳이 있는데 마요네즈를 디핑소스로 가져다주는 경우가 많다. 부피권은 두부권 (豆腐捲, 광둥어로 토푸귄)이라고도 한다. 부피권에 들어가는 재료로는 새우, 부추, 닭고기, 죽순, 애기당근, 두부, 파, 참기름, 숙주나물 등이 있다.

### 찜
대나무 통에 쪄낸 부피권은 선죽권 (鮮竹捲, 광둥어로 신쭉귄)이라고 한다. 선죽권은 말린 두부피 (腐竹, 광둥어로 푸쭈)로 감싼다. 조리 과정 동안 이 두부피는 수분을 머금은 상태가 되며 선죽권을 매우 부드럽고 연하게 만든다. 선죽권은 얌차 시간에 딤섬으로 나오는 경우가 가장 흔하며, 죽순이 들어갈 때가 많다.

## 같이 보기
- 딤섬
- 찐 요리 목록
- 두부 요리 목록
- 두부권 만드는 법 (영어)